# Triumfetta kirkii
Triumfetta kirkii är en malvaväxtart som beskrevs av Maxwell Tylden Masters. Triumfetta kirkii ingår i släktet triumfettor, och familjen malvaväxter. Inga underarter finns listade i Catalogue of Life.